# Urban Forms Center
Urban Forms Center (укр. «Центр «Урбаністичні форми») — незалежна, некомерційна, неурядова громадська організація. Спеціалізується на сфері сталого розвитку міст і спільнот разом із дослідженням архітектурної й культурної спадщини України та світу. Організація діє з 2014 року.

## Діяльність
Пріоритетами діяльності організації є використання знань та іноземного досвіду для поліпшення якості життя в містах України, сприяння документуванню, дослідженню та збереженню світової та української архітектурної й культурної спадщини, популяризація України на міжнародному рівні, зокрема презентація її історії, архітектурної та культурної спадщини.

### Культурна спадщина
У 2020 році за фінансової підтримки Українського культурного фонду та Zagoriy Foundation Urban Forms Center у партнерстві з малою культурною столицею України 2020–2021 років — містом Славутич, Славутицькою міською радою і Центральним державним науково-технічним архівом України реалізував експериментальний мультимедійний онлайн-проєкт «Енциклопедія архітектури України», який за допомогою різних медіаінструментів демонструє панораму архітектури України. Проєкт, створений на перетині архітектури, історії, критики, кінематографу й візуального мистецтва, спонукає до діалогу. Такий комплексний підхід дає змогу максимально розширити сприйняття матеріального середовища, побачити його з різних боків і сформувати власну думку щодо його актуального стану. Кураторами проєкту виступили Євгенія Губкіна, Катерина Радченко, Ярослав Переходько.

### Гендерні питання в архітектурі
З метою звернути увагу на гендерні проблеми та дослідити роль та внесок жінок у розвиток архітектури, мистецтва та містобудування епохи модернізму, було започатковано серію міждисциплінарних конференцій «Модерністки». Конференції стали логічним продовженням однойменної громадської ініціативи, заснованої в Харкові у 2012 році Євгенією Губкіною та Анастасією Гулак, в рамка якої проводилися лекції, воркшопи, екскурсії. Партнерами серії конференцій виступили Представництво Фонду імені Гайнріха Бьолля в Україні та Державна наукова архітектурно-будівельна бібліотека імені Володимира Заболотного. 
11–12 березня 2016 року в Києві у приміщенні ДНАББ ім. В.Г. Заболотного відбулася перша конференція «Модерністки. Гендерні питання в мистецтві, архітектурі та містобудуванні», участь в якій взяли більше 20 дослідниць і дослідників з України, Великої Британії, Нідерландів, Італії, Росії, Польщі, Чехії. 
15–16 вересня 2017 року відбулась Друга міжнародна конференція «Модерністки. Насильство в архітектурі і міському просторі», метою якої було висвітлити і дослідити феномен насильства в архітектурі і міському просторі, стимулювати активний та взаємний обмін досвідом у вирішенні проблем просторової дискримінації та забезпечення права різних соціальних груп на міський простір. В рамках конференції також проходив воркшоп «Інклюзивне і гендерно-чутливе проектування», ментором якого стала Ребекка Честнат-Ніс (Штутґартська вища технічна школа, Німеччина), для молодих українських практикуючих архітекторок та урбаністок.

### Розвиток міст
У партнерстві з Центром міської історії Центрально-Східної Європи у 2015 та 2016 роках Urban Forms Center розробляв і координував міждисциплінарні літні школи з серії «Міські літні школи: візії та досвіди». Літня школа у Львові, яка проходила 22–30 серпня 2015 року і була організована у партнерстві з Архітектурною школою МАРШ (Москва, Росія), була присвячена дослідженню історично сформованого району «Новий Львів» із модерністською забудовою 1920–1930-х років та житловою забудовою другої половини ХХ століття. Літня школа у Славутичі, яка проходила 29 червня – 11 липня 2016 року і була організована у партнерстві з Представництвом Фонду імені Гайнріха Бьолля в Україні, мала назву «Ідея міста: перевірка реальністю» і була присвячена дослідженню останнього планованого міста Радянського Союзу та наймолодшого міста в сучасній Україні, побудованого після ядерної катастрофи на Чорнобильській АЕС у 1986 році.